# Sceloporus couchii
Sceloporus couchii (колюча ігуана Кауча) — вид ігуаноподібних ящірок родини фриносомових (Phrynosomatidae). Ендемік Мексики. Вид названий на честь американського генерала і натураліста Даріуса Кауча.

## Поширення і екологія
Колючі ігуани Кауча мешкають в горах Східної Сьєрра-Мадре на південному сході Коауїли та на півночі Нуево-Леона. Вони живуть на скелястих схилах каньйонів, порослих ксерофітними чагарниками. Зустрічаються на висоті до 1500 м над рівнем моря. Відкладають яйця.